# Jean de Dieu-Raymond de Cucé de Boisgelin
Jean de Dieu-Raymond de Cucé de Boisgelin (Rennes, 27 de fevereiro de 1732 - Angervilliers, 22 de agosto de 1804) foi um cardeal italiano.

## Biografia
Nasceu em Rennes em 27 de fevereiro de 1732. De uma família de antiga nobreza parlamentar de Cesson-Sevigné , Bretanha, França. Segundo filho (primeiro menino) dos cinco filhos de Renaud Gabriel de Boisgelin de Cucé (1691-1774), segundo marquês de Cucé, presidente à morte do Parlamento da Bretanha (1730), e sua primeira esposa Jeanne Françoise Marie du Roscoët (1712-1743); depois que ela morreu, ele se casou com Thérèse Pauline Le Prestre. Um de seus ancestrais acompanhou São Luís IX da França à Terra Santa. Após a morte do irmão mais velho, cedeu os seus direitos patrimoniais ao irmão mais novo (guilhotinado em 1794). Seu segundo sobrenome também está listado como Cicé; como Cussé; e como Cusé.
Estudou no Jesuit College of Rennes (humanidades); no Seminário de Saint-Sulpice, Paris, a partir de 1748 (bacharel em teologia); na Universidade La Sorbonne , Paris (licenciado em teologia, 1752); ele foi para Roma para continuar seus estudos (obteve uma licenciatura in utroque iure , tanto canônica quanto civil).
Ordenado em 1755. Vigário geral de Rouen em 1756. Arcediago de Pontoise em 1760.
Eleito bispo de Lavaur, 27 de março de 1765; recebeu o pálio por breve datado no mesmo dia; tomou posse da sé no dia 9 de novembro seguinte; ele havia sido apresentado pelo rei da França em 23 de dezembro de 1764. Consagrado, 28 de abril de 1765, igreja des Feuillants , rue S. Honoré, Paris, por Etienne-Charles de Loménie de Brienne, arcebispo de Toulouse, auxiliado por Raymond de Dufort , bispo de Avranches, e por Louis de Suffren de Saint-Tropez, bispo de Sisteron. Ele obteve quatro abadias in commendam . Renunciou ao governo da diocese em 27 de fevereiro de 1771. Elevado à sede metropolitana de Aix em 17 de junho de 1771; fora apresentado pelo rei da França em 4 de novembro de 1770. Presidiu, de direito, os États de Provence. Membro da Académie Française , 15 de janeiro de 1776. Membro da Assembleia dos Notáveis, 1776 e 1787-1788. Eleito para representar o alto clero de sua província no États généraux , 1789; presidente da Assemblé Nationale (ex- États généraux ) por quinze dias em novembro de 1789 (1) ; sua sabedoria e eloqüência fizeram dele líder e porta-voz de trinta bispos na assembléia; após a adoção no verão de 1790 da Constituição Civil do Clero, que ele julgou atenta contra os direitos da Igreja, foi substituído por um bispo constitucional em março de 1791; foi nessa ocasião que dirigiu ao Papa Pio VI, em nome do episcopado, o famosoExposition de principes sur la Constitution civile du clergé de 30 de outubro de 1790, um documento moderado solicitando o conselho do papa, que não respondeu. Em 1791, publicou "Considérations sur la Paix publique adressées aux chefs de la Révolution". De dezembro de 1791 a fevereiro de 1792, ele foi a Bruxelas e a Mainz para visitar sua família. Retornou a Paris e escapou dos massacres de setembro de 1792. Exilou-se em Londres em 8 de setembro de 1792 (falava bem o inglês), por não ter prestado o juramento constitucional; dedicou-se a estudar, ler, escrever e ministrar aos exilados franceses; durante o período de 1792 a 1801, ele foi o chefe dos emigrados católicos franceses, incentivando o comitê de bispos franceses e aconselhando o tribunal; absteve-se de criticar duramente a Revolução e a nova ordem das coisas. Retornou à França depois que a Concordata de 15 de julho de 1801 entre a França e a Santa Sé restaurou a paz na igreja. Ele apoiou a concordata e publicou Lettre de M. l Archevêque d Aix en réponse au bref de sa sainteté le pape Pie VII en date du 15 août 1801. Renunciou ao governo pastoral da arquidiocese como o Papa Pio VII havia solicitado aos antigos bispos, em 7 de novembro de 1801. Retornou à França em 1802. Foi apresentado pelo Primeiro Cônsul Napoleão Bonaparte em 12 de abril de 1802 à sede metropolitana de Tours; no dia 16 de abril seguinte, foi nomeado pelo cardeal-legado Giovanni Battista Caprara; tomou posse da Sé em 17 de julho; confirmado por bula apostólica em 23 de julho; era favorável ao regime consular. Ele publicou Discours sur le rétablissement de la religion prononcé à Notre-Dame de Paris, pour célébrer la signature du Concordat . Foi promovido a cardinalato a pedido do Primeiro Cônsul Napoleão Bonaparte.
Criado cardeal sacerdote no consistório de 17 de janeiro de 1803; recebeu o barrete vermelho no dia 27 de março seguinte na capela das Tulherias , Paris, de Napoleão; morreu antes de receber o chapéu vermelho e o título. Em 1803, foi nomeado senador; e em 14 de julho de 1804, grão-oficial da Légion d'onneur. Ele estava interessado nas ideias de Charles-Louis de Secondat, barão de Montesquieu; amigo do cardeal Loménie de Brienne, Anne Robert Jacques Turgot e Jean-Étienne-Marie Portalis; freqüentou a residência de Voltaire e de Jean le Rond d'Alembert; foi tradutor de Ovídio e valente defensor do plano dos príncipes da Igreja para enfrentar a Revolução ao propor medidas de conciliação. Prelado liberal, esclarecido, mas piedoso e fiel aos seus deveres, foi também bom administrador e preocupado com o desenvolvimento económico da sua diocese. Orador eloquente, pronunciou a oração fúnebre do Delfim , filho do rei Luís XV (1765); do rei Estanislau da Polônia (1766); da DauphineMarie-Josèphe da Saxônia (1767); assim como o discurso da consagração do rei Luís XVI em Reims em 11 de junho de 1775. Foi um dos prelados mais notáveis do século XVIII, mas as honras que recebeu após a aceitação da Concordata de 1801 o fizeram parecer como um traidor dos bispos refratários, que se opunham ao acordo.
Morreu em Angervilliers em 22 de agosto de 1804. Seu funeral foi celebrado em 12 de setembro de 1804. Enterrado no cemitério de Angervilliers, então na diocese de Versalhes, agora na diocese de Evry-Corbeil-Essonnes. Atualmente, não se sabe onde está seu túmulo naquele cemitério.